# Николаевка (Ивантеевский район)
Николаевка — село в Ивантеевском районе Саратовской области России. Административный центр Николаевского муниципального образования. Расположено на автодороге Р226 Самара—Пугачёв — Энгельс — Волгоград.
Родина Героя Российской Федерации (2017) Д. О. Портнягина.

## История

#### Первые поселенцы
Саратовская Казённая Палата предписывает Хвалынскому уездному старосте переселить на Марьевский участок по Иргизу, вблизи Умечетновского стоялого двора сорок шесть крестьян из Тульской, Калужской, Московской губерний. Выделить им два земельных участка в тринадцать десятин с взиманием с них оброка по 360 рублей и восемнадцать десятин — по 650 рублей. Среди первых будущих жителей Николаевки были Демидовы из Московской губернии, Лупоревы из Калужской. Переселенцы выбрали места для обустройства жилья вдоль Малого Иргиза, который представлял собой череду небольших, но довольно глубоких озёр — прудов, оставшихся при высыхании реки.

#### Церковь в Николаевке
- Церковь построена в 1851 году.
- Здание деревянное, с такой же колокольней, холодная.
- Престол в ней в честь иконы Божьей Матери, именуемой Казанскою.
- Пахотной земли у церкви 66 десятин.
- Дома у притча общественные, на церковной земле. У священника усадебной земли

116 саженей длины и 14 саженей ширины, у псаломщика — 100 саженей длины и 12 саженей ширины.
- На содержание притча положено от казны жалование: священнику 144 рубля и псаломщику 36 рублей в год.
- Церковная библиотека есть.
- В селе имеются: земская школа, открытая в 1872 году (помещается на 2 этаже церковной сторожки) и школа грамотности, открытая в 1894 году, при церкви приходское попечительство, открытое с 1867г.

С 1850г. священник Нил Егорович Миловзоров. 
С 1853г. по 1886г. священником и законоучителем в земской школе был Соловьев Николай Михайлович.
С 1886г. по 1893г. священником был Михаил Александрович Виноградов. 
В 1892г. учителем в земской школе был Арефий Семенович Коронин. 
В 1894г. священником был Серапион Семенович Терновский, учитель Соловьева Зинаида Николаевна, учитель в школе грамотности псаломщик Иван Каменский.
В 1897г. священником был Василий Иоанович Покровский. 
В 1899г и 1904г. священником был Дмитрий Аполлонович Алмазов. 
С 1904г. по 1908г священником был Михаил Темофеевич Преображенский. 
(Данные из Приложения к переписной епархиальной ведомости  1899 года, и клировых ведомостей с 1886г по 1908г.)
В 1928 году настоятель Николаевского церковного прихода был арестован за антисоветскую агитацию. Церковь была приспособлена под склад зерна.
В настоящее время на месте церкви установлен камень. В начале 2000-х. был открыт молельный дом Казанской Божьей Матери.

#### Гражданская война в Николаевке
Отступавшие от Николаевска (Пугачева) и Ивантеевки белогвардейцы закрепились в Николаевке. В конце июля 1918 года белочехи сосредоточили силы в количестве более 5000 штыков по линии Бартеневка — Николаевка — Ивановка, поддержав мятежи зажиточных крестьян.
20 сентября 1918 года в Николаевке начались бои, село удерживали 2000 белогвардейцев. Сражения продолжались двое суток, но успеха не имели. Атаки на белогвардейцев шли беспрерывно. Враг «красных» контратаковал, бросая в бой силы, подходившие из Марьевки. Наступлением красноармейцев командовал Комбриг Казарин-Тимонин, полки стали отступать к Ивантеевке.
В конце сентября наступление возглавил Кутяков И. С., который штурмовал Николаевку и уже 7 октября его полки участвовали в освобождении Самары от белочехов.

#### Репрессированные в годы сталинизма
- Агарков Осип Степанович. 1875 г. р. Уроженец с. Николаевка, член колхоза с. Николаевка. Арестован 28.04.35г. Осуждён приговором спецколлегии Саратовского краевого суда от 12-13 ноября 1935 г. за проведение антисоветской агитации к 3 годам лишения свободы. Реабилитирован 21.10.92г. прокуратурой Саратовской области. (Арх. уголовное дело №ОФ-32503).
- Барсов Егор Дмитриевич. 1894 г. р. Уроженец и житель с. Николаевки, крестьянин. Арестован 05.02.1930 г. Осуждён тройкой ПП ОГПУ по НВК от 11.03.1930 г. за участие в к/р группировке и а/с агитацию к 5 годам лишения свободы. Реабилитирован 21.11.1988 г. Саратовским областным судом. (Арх. уголовное дело №ОФ-22614).
- Барсов Николай Иванович. 1899 г. р. Уроженец и житель с. Николаевки. Ветфельдшер Николаевского колхоза. Арестован 12.03.1932 г. Постановлением СПО ЗОС ПП ОГПУ по НВК от 03.06.1932 г. дело прекращено. (Арх. уголовное дело №ОФ-462).
- Белых Федор Антонович. 1885 г. р. Уроженец с. Николаевка. Проживал по месту рождения, до ареста — колхозник. Арестован 11.04.1932 г. Осуждён Тройкой ПП ОГПУ по НВК 31.05.1933 г. Выслан на 3 года в трудовой посёлок ОГПУ за а/с агитацию. Реабилитирован Саратовской областной прокуратурой 22.08.1989 г. (Арх. уголовное дело №ОФ-5027).
- Воронов Петр Степанович. 1867 г. р. Уроженец с. Николаевка, без определённых занятий. Главный церковного совета. Арестован 26.11.1937 г. Ивантеевским РО НКВД за антисоветскую агитацию. 29.11.1937 г. тройкой при УНКВД по Саратовской области осуждён к расстрелу. Расстрелян 09.12.1937 г. в г. Пугачеве. Реабилитирован 04.06.1988 г. Саратовским областным судом. (Арх. уголовное дело №ОФ-22552).
- Соловьев Евлампий Николаевич. 1872 г. р. Уроженец с. Николаевка, священник. Арестован 23.10.37г. Расстрелян 14.03.38г в г. Куйбышеве. Реабилитирован 1956г. определением военного трибунала ПриВО.

## Население
| 2002 | 2010 | 2012 | 2013 | 2014 | 2015 | 2016 |
| ---- | ---- | ---- | ---- | ---- | ---- | ---- |
| 681  | ↘623 | ↘619 | ↘610 | ↘598 | ↘579 | ↘577 |
| 2017 | 2018 | 2019 | 2020 | 2021 |      |      |
| ↘572 | ↗574 | ↘572 | ↘563 | ↘548 |      |      |

| Численность населения | Численность населения | Численность населения | Численность населения | Численность населения | Численность населения | Численность населения |
| 1859                  | 1859                  | 1897                  | 1897                  | 2003                  | 2010                  | 2013                  |
| --------------------- | --------------------- | --------------------- | --------------------- | --------------------- | --------------------- | --------------------- |
| 1372                  | 1372                  | 2040                  | 2040                  | 710                   | 645                   | 686                   |
| муж.                  | жен.                  | муж.                  | жен.                  |                       |                       |                       |
| 661                   | 711                   |                       |                       |                       |                       |                       |

## География

Рябчик Максимовича

Село Николаевка находится левее Федеральной трассы Самара-Волгоград, в северной части Ивантеевского района, в 6 км от границы с Самарской областью.
В северной части села раскинулись верховья Малого Иргиза, который в настоящее время несёт воды только ранней весной. В пределах Николаевского МО находятся 11 прудов (из них 4 внутри села) и каскад озёр-стариц, образованных из-за пересыхания Иргиза. Эти старицы николаевцы называют прудом Марьевским.

### Растения и животные
Представителями пресмыкающихся и земноводных являются ужи, жабы, лягушки, ящерицы, весной-летом 2011 в селе появлялись гадюки.
В пределах жилой зоны села можно обнаружить множество нор лисицы и суслика. До 2005 года в прудах, расположенных в селе, водились выдры. В зимний период в селе появляются зайцы. Летом домашнюю птицу сельчан душат хорьки и барсуки.
За весь год на территории МО можно насчитать до 35 видов птиц. Самыми крупными из них являются: дрофа, цапля, лебедь.
В прудах осталось всего 4 вида рыбы: карась, карп, пескарь и красноперка.
Флора представлена степными видами. В степи растут виды, занесённые в Красную Книгу: тюльпан Шренка, рябчик Максимовича, в лесах: ландыш. На площади МО насчитывается 23 вида деревьев, большинство диких видов произрастают в долине реки Иргиз и в лесу Липовом.

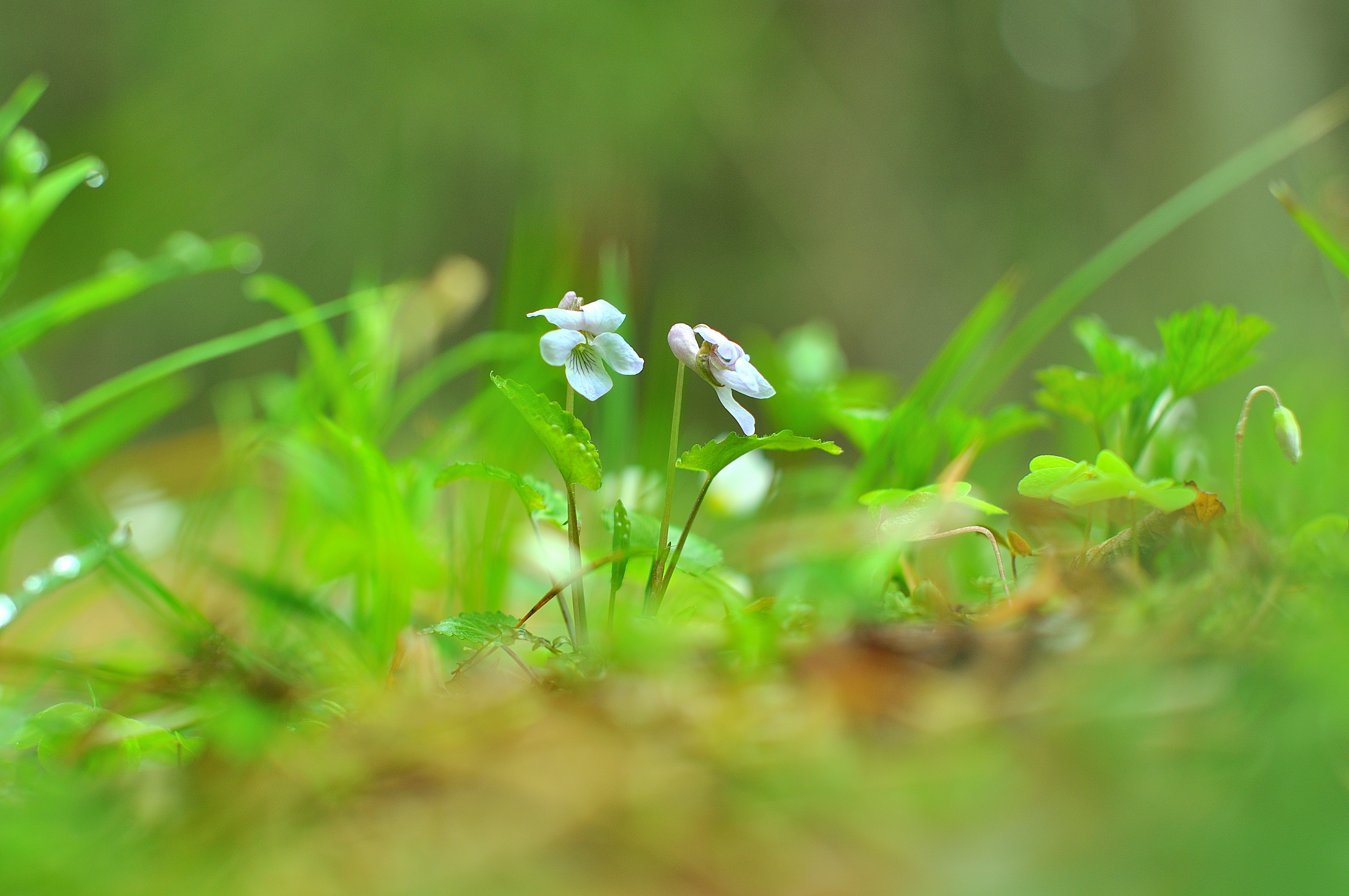
Ранняя весна в окрестностях Николаевки

### Климат. Почвы
Николаевское МО находится в области степей с недостаточным увлажнением умеренно континентального климата. На климат в селе влияют воздушные массы Казахстана, действует «Азиатский максимум». Годовое количество осадков равно 500—700 мм. Максимальная температура воздуха +41,7°С (август 2010), минимальная температура −37°С (февраль 2009)(наблюдения ведутся с 2000 года). Ледостав на водоёмах начинается в ноябре. Сходит лёд в первых числах апреля. Село находится в степной природной зоне.
Почва представлена каштановыми почвами сухих степей, также в русле пересохшего Иргиза почва пойменная. Толщина плодородного слоя равна 30-50 см.

## Сельское хозяйство
Самым крупным сельскохозяйственным предприятием Николаевки является КФХ «Целых В. В.» В хозяйстве выращивается множество злаков, но настоящей славой в области и за её пределами пользуется подсолнечник. Кроме растениеводства в КФХ «Целых В. В.» практикуется мясное животноводство.
В конце августа 2011 года на базе КФХ «Целых В. В.» прошёл второй межрегиональный семинар. Предметом обсуждения стал вопрос эффективности выращивания сортов и гибридов подсолнечника отечественной и зарубежной селекции. Участниками семинара стали представители компаний-поставщиков семян подсолнечника из Краснодара, Самары, Белгорода. В 2011 году из 10 тыс. гектар земли, в хозяйстве было засеяно подсолнечником 4 тыс. гектар.
Собран высокий урожай ячменя.
Из-за неблагоприятных природных условий подсолнечник был убран только в конце декабря.

## Социальная сфера

### Образование
В начале XX века в Николаевке было две школы. Церковно-приходская находилась в центре села и земская. Отдельного здания для земской школы не было, и дети учились в разных домах. В школе обучались до трёх классов, а в 1929 году четвёртый класс, годом позже пятый. Один из домов был разделён на две половины. В одной учились дети, в другой жил Сергей Егорович Жихарев. Он был и учителем и директором школы в одном лице. В 1932 школа была преобразована в семилетку. Из-за ветхости и тесноты помещений школу перевели в большой деревянный дом. Этот дом сохранился до сих пор и находится на улице Советской. Директором новой школы был назначен историк Купряев Александр Иванович, в этой должности он пробыл до 1939 года. В 1939 году, окончив Хвалынское педагогическое училище, вернулась в родное село Белых Клавдия Александровна (1920—2011). Всю жизнь эта женщина отдала обучению детей Николаевки. Клавдия Александровна перестала работать в школе, когда ей было 77 лет. Неоднократно она награждалась правительственными грамотами, была вручена государственная награда «Отличник народного Просвещения». Здание построенной в 50-х годах школы обветшало, и в 1998 году была открыта школа, которая и сейчас открыта для учеников. Из новой школы выпустились четверо выпускников, которые были награждены серебряной медалью «За особые успехи в учении».

## Известные николаевцы
- В Николаевке родился Герой Советского Союза, Ветеран Великой Отечественной войны Кузьмин Василий Михайлович (1924—2014)
- В Николаевке родился глава администрации Саратовской области (1992—1996), член Совета Федерации (1994—1996) Белых Юрий Васильевич (род. 30 сентября 1941 года)

Типичный дом 60-х — 80-х годов постройки

## Улицы Николаевки
- Московская
- Крестьянская
- Кооперативная
- Молодёжная
- Советская
- Набережная

## Николаевка в литературе
В одной из глав книги Д. Фурманова «Чапаев» действия происходят в Николаевке.
... - А сам ты как - из Николаевки? - выщупывал Бочкин.
- Из неё, откуда ж ищо-то быть?
И  в  тоне  мужичка  послышалась словно обида.  Какого,  дескать, черта
пустое брехать: раз в Николаевке брал седоков - известно, и сам оттуда.
- Ну, отчего ж, дядя? Может, и ивантеевский ты, - возразил было Бочкин.
- Держи туже - ивантеевский...
И дядя  как-то насмешливо чмокнул и  без надобности заворошил торопливо
вожжами.
У мужичков такая сложилась тут обычка: привезет, например, какой-нибудь
Карп  Едреныч  из  Ивантеевки  в  Николаевку  седока,  а  Едрен  Карпычу  из
Николаевки в Ивантеевку уже  дан наряд везти другого. ...